# Cupa României 1948-1949
La Cupa României 1948-49 è stata la dodicesima edizione della coppa nazionale disputata tra il 3 settembre e il 18 dicembre 1949 e conclusa con la vittoria del CSCA Bucarest, al suo primo titolo.

## Sedicesimi di finale
Gli incontri si sono disputati tra il 3 e il 4 settembre 1949. Il CFR Oradea, vincitore per 3-1, è stato sconfitto a tavolino per decisione della federazione
| Squadra 1            | Risultato | Squadra 2          |
| -------------------- | --------- | ------------------ |
| CFR Sibiu            | 6 - 1     | CFR Cluj           |
| ARLUS Bacău          | 0 - 4     | Petrolul București |
| Muntenia Moreni      | 2 - 1     | Gaz Metan Mediaș   |
| Industria Bumbacului | 4 - 2     | UCR București      |
| Grafica MS București | 3 - 5     | Metalul București  |
| Dermata Cluj         | 0 - 3     | RATA Târgu-Mureș   |
| CFR Galați           | 0 - 2     | CFR Bucarest       |
| IMS Hunedoara        | 2 - 0     | Jiul Petroșani     |
| CFR Oradea           | 3 - 1     | CSU Timișoara      |
| Hârtia Piatra-Neamț  | 1 - 7     | CSCA Bucarest      |
| Concordia Ploiești   | 2 - 1     | Dinamo II Bucarest |
| Arsenal Sibiu        | 2 - 1     | Dinamo Bucarest    |
| CAM Timișoara        | 2 - 1     | ITA Arad           |
| Electrica Timișoara  | 1 - 2 dts | ICO Oradea         |
| CFR Târgu-Mureș      | 2 - 3     | CSU Cluj           |
| CFR Turnu-Severin    | 2 - 3     | CFR Timișoara      |

## Ottavi di finale
Gli incontri si sono disputati tra il 16 ottobre e il 6 novembre 1949.
| Squadra 1           | Risultato | Squadra 2            |
| ------------------- | --------- | -------------------- |
| Competrol București | 6 - 2     | Industria Bumbacului |
| IMS Hunedoara       | 0 - 2     | CFR Sibiu            |
| Muntenia Moreni     | 5 - 2     | Metalul București    |
| RATA Târgu-Mureș    | 0 - 1     | CSU Cluj             |
| CFR Timișoara       | 4 - 0     | CAM Timișoara        |
| CSU Timișoara       | 1 - 3     | ICO Oradea           |
| Arsenal Sibiu       | 0 - 3     | CSCA Bucarest        |
| Concordia Ploiești  | 1 - 2     | CFR București        |

## Quarti di finale
Gli incontri si sono disputati tra il 5 novembre e il 11 dicembre 1949
| Squadra 1           | Risultato | Squadra 2       |
| ------------------- | --------- | --------------- |
| CFR Sibiu           | 3 - 2     | Muntenia Moreni |
| Competrol București | 0 - 1     | ICO Oradea      |
| CSU Cluj            | 1 - 0     | CFR Timișoara   |
| CSCA Bucarest       | 2 - 1     | CFR București   |

## Semifinali
Gli incontri si sono disputati tra l'11 e il 15 dicembre 1949.
| Squadra 1     | Risultato | Squadra 2 |
| ------------- | --------- | --------- |
| ICO Oradea    | 0 - 1     | CSU Cluj  |
| CSCA Bucarest | 5 - 0     | CFR Sibiu |

## Finale
La finale venne disputata il 18 dicembre 1949 a Bucarest.
| Arbitro: | Adalbert Kincs (Lugoj) |

|                                                  |           |                  |
| Petre Moldoveanu 39’ Anton Fernbach Ferenczi 74’ | Marcatori | 68’ Justin Zehan |